# Вимагай більшого
Вимагай більшого — перший концертний тур гурту «Океан Ельзи», на підтримку третього альбому «Модель» який розпочався 30 травня 2001 р. у Києві.
Тур був організований компанією Акона, яка робила тури для Земфіри і Мумій Тролля.

## Дати туру
| 1  | 30 травня 2001 | Київ            | Україна | Палац спорту                                                         |
| 2  | 31 травня 2001 | Одеса           | Україна | Палац спорту «Стелс»                                                 |
| 3  | 2 червня 2001  | Львів           | Україна | Велотрек СКА                                                         |
| 4  | 5 червня 2001  | Запоріжжя       | Україна |                                                                      |
| 5  | 7 червня 2001  | Харків          | Україна |                                                                      |
| 6  | 9 червня 2001  | Донецьк         | Україна |                                                                      |
| 7  | 10 червня 2001 | Дніпропетровськ | Україна |                                                                      |
| 8  | 12 червня 2001 | Севастополь     | Україна |                                                                      |
| 9  | 12 серпня 2001 | Чернігів        | Україна | Літній театр                                                         |
| 10 | 8 вересня 2001 | Черкаси         | Україна | Стадіон Черкаського державного технологічного університету «Спартак» |